# خوسيه دي سوزا
خوسيه دي سوزا هو منافس ألعاب قوى بنيني، ولد في 22 يناير 1963.

## وصلات خارجية
- خوسيه دي سوزا على موقع أوليمبيديا (الإنجليزية)